# Aeronca L-3 Grasshopper
Aeronca L-3 Grasshopper — лёгкий двухместный военно-тренировочный самолёт, выпускавшийся компанией Aeronca Aircraft Inc. в 1942—1943 годах для тренировки военных пилотов ВВС США. Также предполагался к использованию в качестве связного и разведывательного самолёта на европейских фронтах Второй мировой войны. Всего построено 1439 самолётов.

## История
В 1941 году ВВС США сделало заказ компании Aeronca на партию учебно-транспортных самолётов на основе успешно используемых Программе обучения гражданских пилотов Aeronca Defender. Самолёт получил название Aeronca L-3.
Первые полёты были проведены летом 1941 года на тренировочных базах в Техасе и Луизиане. Осенью самолёт пошёл в серию.
Планировалось, что Aeronca L-3 будет использоваться не только как тренировочный, но и в качестве разведывательного и связного фронтового самолёта. Однако в 1943 году самолёт был признан устаревшим и к тому моменту, когда США вступили в войну на европейском театре военных действий, предпочтение было отдано более современным Piper L-4 и Stinson L-5.
Существует мнение, не подкрепленное документально, что в 1944 году несколько самолётов были переданы Движению за национальную независимость Франции для использования на африканском фронте.
Изначально выпускались для ВВС под индексом «O» — от англ. Observer  — наблюдатель, разведчик. В середине 1942 года получили индекс «L» — от англ. Liaison — связной.
После окончания войны ещё некоторое время использовался в качестве тренировочного самолёта, после чего был окончательно списан. В настоящее время сохраняются около 10 экземпляров в музеях США и один в Чили. Годных к полёту экземпляров, скорее всего, не осталось.

## Конструкция
Самолёт построен по схеме высокоплана. Ученик и инструктор размещались в кабине либо друг за другом, либо рядом друг с другом — в зависимости от модификации.. Управление при помощи ручки джойстика.
Хвост и фюзеляж сформированы при помощи сварных металлических труб. Внешняя поверхность формируется при помощи деревянных нервюр и лонжеронов, обтянутых плотной тканью. Крылья собираются также из алюминиевых конструкций, формирующих ячеистую поверхность, обтягиваемую тканью. Снизу крылья подпираются двумя металлическими подкосами каждое.
Впервые из всех самолётов Aeronca на данном самолёте было установлено электрооборудование — самолёт оснащался миниатюрной радиостанцией, антенна которой устанавливалась на хвостовом вертикальном стабилизаторе. Для питания радиостанции использовались аккумуляторы, а также ветрогенератор.
Шасси неубираемые, с управляющим хвостовым колесом.
Винт двухлопастной, деревянный, установлен в передней части фюзеляжа. Шаг винта неизменяемый

## Тактико-технические характеристики
Источник данных: Уголок неба

Технические характеристики
- Экипаж: 2 человека
- Длина: 6,40 м
- Размах крыла: 10,67 м
- Высота: 2,34 м
- Площадь крыла: 14,68 м²
- Масса пустого: 379 кг
- Масса снаряжённого: 572 кг
- Максимальная взлётная масса: 590 кг
- Силовая установка: 1 × Continental O-170-3
- Мощность двигателей: 1 × 65 л. с.

Лётные характеристики
- Максимальная скорость: 140 км/ч
- Крейсерская скорость: 127 км/ч
- Практическая дальность: 322 км
- Практический потолок: 2400 м
- Скороподъёмность: 123 м/мин

## Модификации
- Aeronca YO-58 Grasshopper — самолёт с двигателем Taylorcraft O-57. Построено 4 экземпляра для манёвров в Луизиане летом 1941 года.
- Aeronca O-58 — также имели название Aeronca 65LA Defender или Aeronca L-3 (после 1942 года) — первые 50 машин, построенные по заказу ВВС США. В отличие от Defender имели задние стекла, посадка в кабине курсанта и инструктора — рядом друг с другом.
- Aeronca O-58A — также имели название Aeronca 65TL Tandem или Aeronca L-3A (после 1942 года). Оснащались двигателем Lycoming O-145, имели посадку пилота и пассажира один за другим. Предназначались для командного состава ВВС. Построено 20 экземпляров.
- Aeronca L-3B Grasshopper — до 1942 года имели название Aeronca O-58B. Имели защитную окраску. На вертикальном стабилизаторе была установлена небольшая радиоантенна. Оснащался ветровым генератором для питания радиостанции. Первый из самолётов Aeronca, на котором было установлено электрооборудование. Построено 875 экземпляров.
- Aeronca L-3С Grasshopper — фюзеляж расширен на несколько дюймов для того, чтобы экипаж мог вместиться с парашютами и оружием. Изменён механизм крепления радиоантенны на хвостовом стабилизаторе. Построено 237 экземпляров. Ещё 253 экземпляра были переданы заказчику в качестве учебного планера Aeronca TG-5.
- Aeronca L-3D Grasshopper — военная классификация самолёта Aeronca 65TAF Defender с двигателем Franklin 4AC, мощностью 65 л. с.
- Aeronca L-3E Grasshopper — военная классификация самолёта Aeronca 65TAC Defender с двигателем Continental.
- Aeronca L-3G Grasshopper — военная модификация самолёта Aeronca 65LA Chief с модернизированным мотором Lycoming O-145 мощностью 65 л. с. Построено 4 экземпляра.
- Aeronca L-3H Grasshopper — военная модификация Aeronca 65TC Tandem с двигателем Lycoming. Построен 1 экземпляр.
- Aeronca L-3J Grasshopper — военная модификация Aeronca 65TC Tandem с двигателем Continental. Построен 1 экземпляр.

--«Грассхоппер» также имел индекс L-4 и выпускался фирмой «Пайпер» на базе её популярного одномоторного самолета J-3 «Кэб». Всего с 1941 по 1945 год по заказам ВВС США было изготовлено 5548 этих машин всех модификаций.